# Тухеитиа Паки
Тухеитиа Паки Те Фероферо VII (маори Tūheitia Potatau Te Wherowhero VII, при рождении Тухеитиа Паки; 21 апреля 1955 — 30 августа 2024) — седьмой король маори (с 21 августа 2006 года до своей смерти 30 августа 2024 года). Старший сын предыдущей королевы маори Те Арикинуи Дам Те Атаирангикааху, был объявлен её преемником и коронован 21 августа 2006 года в день её похорон.

## Биография
Король Тухеитиа — сын Ватумоана Паки и королевы Те Арикинуи Дам Те Атаирангикааху, которые поженились в 1952 году. Тухеитиа получил образование в школе Ракауманга в Хантли, школе Саутвелл в Гамильтоне и колледже Святого Стефана (Бомбейская школа) в Бомбей-Хиллс к югу от Окленда. Кроме него в семье было пять дочерей и один сын: Хини Катипа (урождённая Паки), Томаиранги Паки, Михи ки те ао Паки, Кики Соломон (урождённая Паки); Манава Кларксон (урожденная Паки) и брат Махарая Паки.
После его восхождения на трон его жена Макау Арики была назначена покровительницей Лиги благосостояния женщин маори в 2007 году и организации общественного здравоохранения маори Te Kohao Health.

## Смерть
Скончался утром 30 августа 2024 года в возрасте 69 лет, не восстановившись после операции на сердце.

## Семья
Был женат на Макау Арики Атафаи, имел троих детей: Фатумоана, Коротанги и Нгаваи Хоно И Те По.

## Награды
27 ноября 2007 года король Тухеитиа был назначен офицером ордена Святого Иоанна и повышен до степени рыцаря в 2016 году. Он получил Большой крест Ордена Короны Тонга во время коронационных церемоний короля Тонга Георга Тупоу V. В 2010 году он был назначен рыцарским полководцем ордена Святого Лазаря.
В 2016 году в рамках празднования 10-й годовщины коронации, мэр Гамильтон-Сити наградил короля Тухеитиа высшей наградой города — Свобода города. В том же году король также получил почётную докторскую степень Университета Уаикато.